# George Croom Robertson

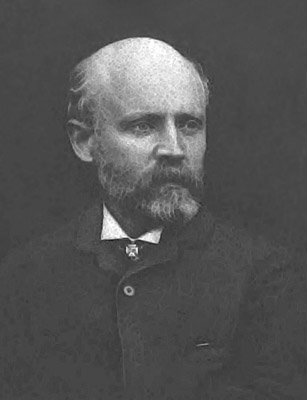
George Croom Robertson, Foto auf dem Cover des Buchs Philosophical Remain of George Croom Robertson in 1894.

George Croom Robertson (* 10. März 1842 in Aberdeen; † 20. September 1892) war ein schottischer Philosoph und Gründungs-Editor der einflussreichen Fachzeitschrift Mind.
Robertson wurde 1842 in Aberdeen geboren und graduierte 1861 in klassischen Studien und Philosophie vom Marischal College. Der Denker gewann ein zweijähriges Fergusson-Stipendium und setzte seine Studien am University College London sowie in Deutschland fort. Auf dem Kontinent besuchte er die Universitäten in Heidelberg, die Humboldt-Universität zu Berlin, wo er Physiologie und Metaphysik unter Emil du Bois-Reymond studierte. 1863 wechselte er nach zwei Monaten an der Universität in Göttingen im Juni nach Paris und kehrte später im selben Jahr nach Aberdeen zurück um Alexander Bain redigierend zu assistieren.
1866 wurde Robertson Professor für Philosophie des Geistes und Logik am University College in London und verblieb dort für den Rest seiner akademischen Laufbahn. Neben der Kooperation mit Bain und nie finalisierten Arbeiten zu Thomas Hobbes, die später von der Encyclopædia Britannica zwecks Erstellung des dortigen Hobbes-Eintrags aufgenommen wurden, trat der Philosoph vor allem durch die Editorenschaft von Mind in Erscheinung. Robertson hatte die Position zwischen 1876 und 1891 inne. Von 1870 bis 1876 war er Mitglied des Komitees der Londoner National Society for Women’s Suffrage und engagierte sich zudem für die Einführung des Frauenwahlrechts in Großbritannien. 1872 heiratete er Caroline Croom Robertson, die Sekretärin und später Stipendiatin des Girton College in Cambridge war.

## Werke
- "Prefatory Words", Mind, Bd. 1 Nr. 1, Januar 1876.
- "Sense of Doubleness with Crossed Fingers", Mind, Bd. 1 Nr. 1, Januar 1876.
- "Logic and the Elements of Geometry", Mind, Bd. 1 Nr. 1, Januar 1876.